# Karl Patterson Schmidt
Karl Patterson Schmidt (19 tháng 6 năm 1890 – 26 tháng 9 năm 1957) là một nhà bò sát-lưỡng cư học người Mỹ.

## Thân thế
Schmidt là con trai của George W. Schmidt và Margaret Patterson Schmidt. George W. Schmidt là một giáo sư giảng dạy tiếng Đức ở Lake Forest, Illinois vào thời điểm Karl Schmidt ra đời. Gia đình ông rời thành phố vào năm 1907 và định cư ở Wisconsin. Họ làm việc tại một trang trại gần Stanley, Wisconsin, nơi mẹ và em trai ông tử vong trong một vụ hỏa hoạn vào ngày 7 tháng 8 năm 1935. Em trai ông, Franklin J. W. Schmidt, từng là nhân vật nổi bật ở chuyên ngành quản lý động vật hoang dã mới mẻ lúc bấy giờ. Karl Schmidt kết hôn với Margaret Wightman vào năm 1919 và họ có hai con trai tên John và Robert.

Ảnh chụp gia đình của nhà bò sát-lưỡng cư học Karl Patterson Schmidt dịp Giáng Sinh vào khoảng năm 1950

## Giáo dục
Năm 1913, Schmidt nhập học tại Đại học Cornell để theo chuyên ngành sinh học và địa chất. Năm 1915, ông phát hiện ra sở thích đối với bò sát-lưỡng cư học trong khóa đào tạo kéo dài 4 tháng của mình tại Công ty Dầu Perdee ở Louisiana. Năm 1916, ông nhận bằng Cử nhân Nghệ thuật và tiến hành chuyến thám hiểm địa chất đầu tiên tới Santo Domingo. Năm 1952, ông được Đại học Earlham trao bằng Tiến sĩ Khoa học danh dự.

## Sự nghiệp
Từ năm 1916 đến năm 1922, ông làm trợ lý khoa học của bộ môn bò sát-lưỡng cư học tại Bảo tàng Lịch sử Tự nhiên Hoa Kỳ ở New York, dưới sự chỉ đạo của các nhà bò sát-lưỡng cư học học nổi tiếng người Mỹ Mary Cynthia Dickerson và Gladwyn K. Noble. Ông tiến hành chuyến thám hiểm sưu tầm đầu tiên tới Puerto Rico vào năm 1919, rồi trở thành trợ lý chuyên phụ trách các loài bò sát và lưỡng cư tại Bảo tàng Lịch sử Tự nhiên Field ở Chicago vào năm 1922. Từ năm 1923 đến năm 1934, ông thực hiện một số chuyến thám hiểm sưu tầm đến Trung và Nam Mỹ cho bảo tàng ấy, rồi ông còn đặt chân đến Honduras (1923), Brazil (1926) và Guatemala (1933–1934). Năm 1937, ông trở thành cây biên tập của tạp chí bò sát-lưỡng cư và ngư học Copeia, ông nắm giữ vị trí này cho đến năm 1949. Năm 1938, ông đi phục dịch trong Quân đội Hoa Kỳ. Ông trở thành phụ trách chính của môn động vật học tại Bảo tàng Field vào năm 1941, nơi ông làm việc cho đến khi nghỉ hưu vào năm 1955. Từ năm 1942 đến năm 1946, ông là chủ tịch Hiệp hội nhà ngư học và bò sát-lưỡng cư học Hoa Kỳ. Năm 1953, ông thực hiện chuyến thám hiểm cuối cùng, tới Israel.

## Tử vong
Ngày 26 tháng 9 năm 1957, Schmidt vô tình bị một con rắn Dispholidus typus chưa trưởng thành cắn tại phòng thí nghiệm của ông ở Bảo tàng Field. Marlin Perkins (giám đốc Vườn thú Công viên Lincoln) đã gửi con rắn đến phòng thí nghiệm của Schmidt để nhận dạng. Vì nghĩ con rắn còn quá nhỏ, loài này lại chỉ có răng nanh mọc sau hàm, Schmidt đã tưởng nọc con rắn không thể gây tử vong. Ông bị cắn do giữ nó mà không phòng vệ. Nọc độc của Dispholidus typus gây đông máu nội mạch lan tỏa, tình trạng mà rất nhiều cục máu đông nhỏ hình thành trong máu làm nạn nhân mất khả năng đông máu thêm và chảy máu cho đến chết.
Tối hôm đó, Schmidt cảm thấy hơi ốm. Đến sáng hôm sau, nọc độc nhanh chóng phát tác. Ông không đi làm, đến trưa thì báo với bảo tàng rằng mình ốm nặng. Sau đó, ông ngã gục tại nhà riêng ở Homewood, Illinois, bị chảy máu ở phổi, thận, tim và não rồi qua đời trên đường đến Bệnh viện Ingalls Memorial. Sau khi bị cắn, ông ghi chú chi tiết về các triệu chứng mà mình gặp phải, gần như cho đến khi tử vong.

## Di sản
Schmidt là một trong những nhà bò sát-lưỡng cư học quan trọng nhất ở thế kỷ 20. Mặc dù chỉ tự mình thực hiện một số khám phá quan trọng nhưng ông đã đặt tên cho hơn 200 loài và là chuyên gia hàng đầu về rắn san hô. Việc ông quyên góp hơn 15.000 đầu sách văn học về bò sát-lưỡng cư đã tạo nên nền móng cho Thư viện bò sát-lưỡng cư tưởng niệm Karl P. Schmidt đặt tại Bảo tàng Field.
Các bài viết của ông tiết lộ rằng nhìn chung ông là người ủng hộ tuyệt đối chủ nghĩa phân tán các loài của W.D. Matthew.

## Đơn vị phân loại

### Loài và phân loài được đặt tên theo Karl Schmidt
Nhiều loài và phân loài lưỡng cư và bò sát được đặt tên để tôn vinh ông, bao gồm:
- Acanthodactylus schmidti Haas, 1957
- Afrotyphlops schmidti (Laurent, 1956)
- Amphisbaena schmidti Gans, 1964
- Aspidoscelis hyperythra schmidti Van Denburgh & Slevin, 1921
- Batrachuperus karlschmidti Liu Cheng-chao [fr]Liu Cheng-chao [fr], 1950
- Calamaria schmidti Marx & Inger, 1955
- Coniophanes schmidti Bailey, 1937
- Eleutherodactylus karlschmidti C. Grant, 1931
- Emoia schmidti Walter Creighton Brown [fr], 1954
- Lerista karlschmidti (Marx & Hosmer, 1959)
- Liolaemus schmidti (Marx, 1960)
- Pseudoxenodon karlschmidti Pope, 1928
- Scincella schmidti Barbour, 1927
- Thrasops schmidti Loveridge, 1936
- Tribolonotus schmidti Burt, 1930
- Urosaurus ornatus schmidti (Mittleman, 1940)
- Varanus karlschmidti Mertens, 1951

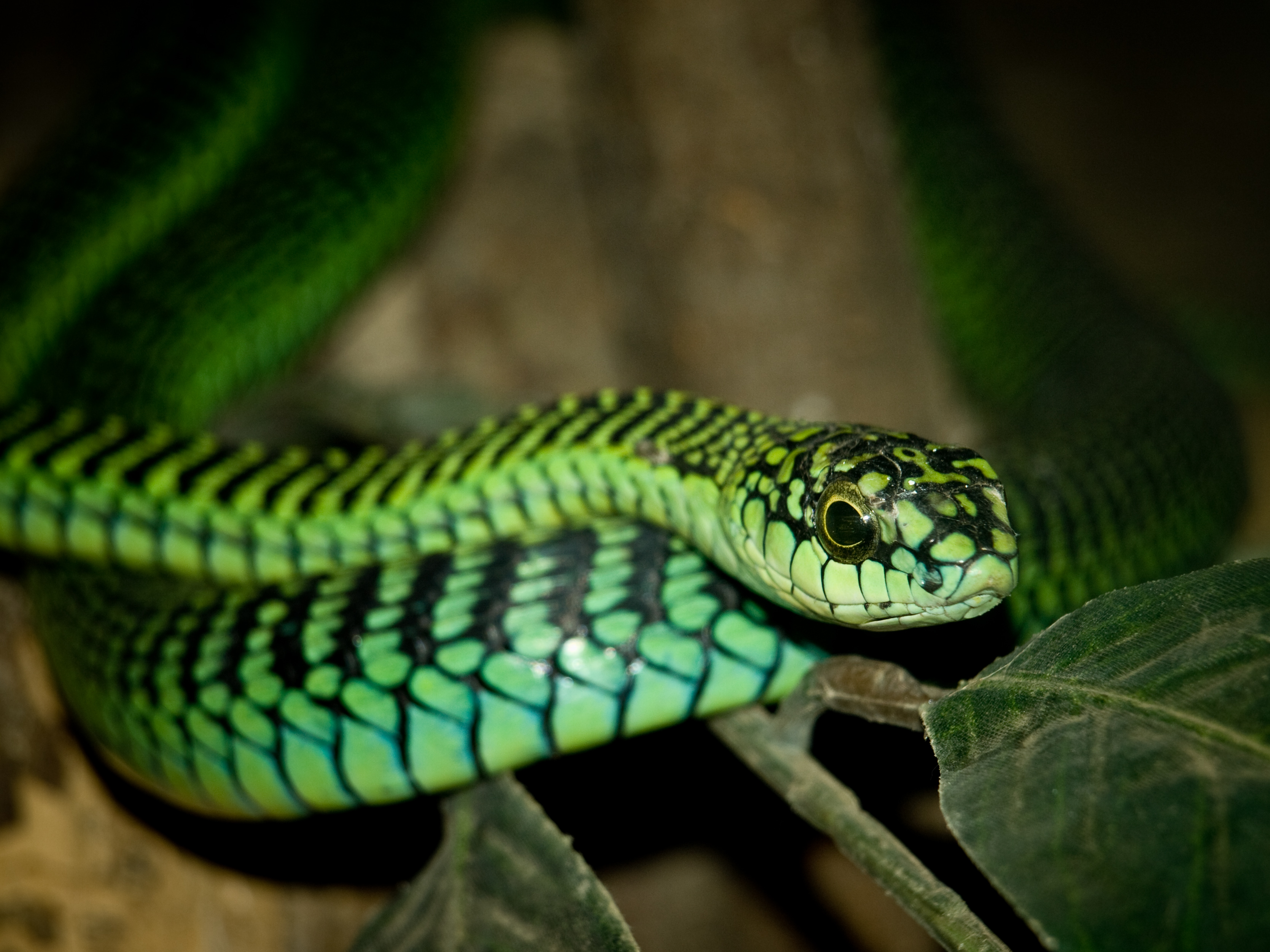
Schmidt thiệt mạng do vết cắn của một con rắn Dispholidus typus chưa trưởng thành.

### Một số đơn vị phân loại do Karl Schmidt mô tả
- Batrachuperus tibetanus K.P. Schmidt, 1929[13]
- Eleutherodactylus wightmanae K.P. Schmidt, 1920
- Varanus albigularis angolensis K.P. Schmidt, 1933
- Leptopelis parvus K.P. Schmidt & Inger, 1959[14]
- Neurergus kaiseri K.P. Schmidt, 1952

## Ấn phẩm
Ông là tác giả của hơn 200 bài báo và sách, trong đó có Living Reptiles of the World, về sau trở thành cuốn sách bán chạy trên toàn cầu.

### Sách
- 1933 – Amphibians and Reptiles Collected by The Smithsonian Biological Survey of the Panama Canal Zone
- 1934 – Homes and Habits of Wild Animals
- 1938 – Our Friendly Animals and When They Came
- 1941 – Field Book of Snakes of the United States and Canada với Delbert Dwight Davis
- 1949 – Principles of Animal Ecology với Warder Clyde Allee (1885–1955) và Alfred Edwards Emerson
- 1951 – Ecological Animal Geography: An Authorized, Rewritten edition với Warder Clyde Allee, dựa trên Tiergeographie auf oekologischer Grundlage của Richard Hesse. Ấn bản số 2, John Wiley & Sons, New York
- 1953 – A Check List of North American Amphibians and Reptiles
- 1957 – Living Reptiles of the World với Robert Frederick Inger

### Ấn phẩm khác
- Schmidt, Karl P. (1922). The American Alligator. Bảo tàng Lịch sử Tự nhiên Field, Tờ rơi động vật học số 3
- Schmidt, Karl P. (1925). "New Reptiles and a New Salamander from China". American Museum Novitates (157): 1-6.[13]
- Schmidt, Karl P.(1929). The Frogs and Toads of the Chicago Area. Bảo tàng Lịch sử Tự nhiên Field, Tờ rơi động vật học số 11
- Schmidt, Karl P.(1930). The Salamanders of the Chicago Area. Bảo tàng Lịch sử Tự nhiên Field, Tờ rơi động vật học số 12
- Schmidt, Karl P. (1930). "Reptiles of Marshall Field North Arabian desert expeditions, 1927–1928". Bảo tàng Lịch sử Tự nhiên Field ấn phẩm 273, Loạt động vật học tập 17, số. 6., trang 223-230.[15]
- Schmidt, Karl P. (1945) A New Turtle from the Paleocene of Colorado. Fieldiana: Geology, do Bảo tàng Lịch sử Tự nhiên Field xuất bản
- Schmidt, Karl P.; Shannon, F. A. (1947). "Notes on Amphibians and Reptiles of Michoacan, Mexico". Fieldiana Zool. 31: 63–85.[16]